# Finnugor nyelvek

Az uráli nyelvek elterjedése Európában és Ázsiában

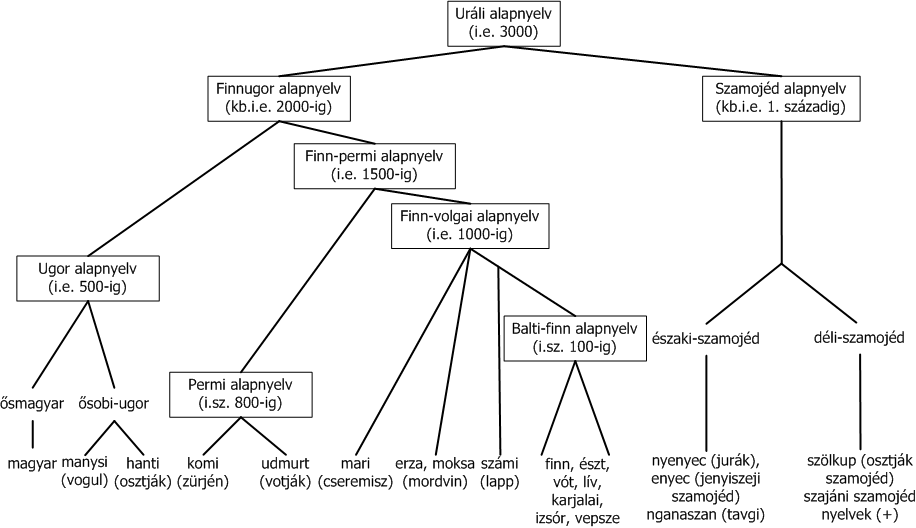
Az uráli nyelvcsalád rokonsági viszonyai (a nyelvek szétválásának feltételezett évszámaival)

A finnugor nyelvek az uráli nyelvcsalád nagyobbik csoportja. A finnugor nyelvek közé 15 élő és 2 holt nyelv tartozik. (A dialektus jellegű nyelveket külön számolva összesen 30 nyelv.) Ezek a nyelvek egymással bizonyos rokon vonásokat mutatnak a szerkezetüket és az alapszókincsüket tekintve. A finnugor nyelveket mintegy 24 millió ember beszéli a Kárpát-medencében, valamint Észak-Európa, Kelet-Európa és Nyugat-Szibéria hatalmas kiterjedésű területén. A finnugor nyelvek távolabbi rokoni kapcsolatát állapították meg a Szibériában beszélt szamojéd nyelvekkel. A két nyelvcsoport együtt alkotja az uráli nyelvcsaládot.
A finnugor nyelveknek két fő ága van: az egyiket a finn-permi nyelvek, míg a másikat az ugor nyelvek képezik.  Az ugor szó a magyar, a manysi és a hanti nyelv közös gyűjtőneve, a három nyelvet együttesen jelenti. Ezen belül a manysi és a hanti nyelv önálló alcsoportot alkot, melyet obi-ugor nyelveknek nevezünk. Az obi- előtag arra utal, hogy az ugor nyelvek közül azok, melyeket az Ob folyó mentén beszélnek.
A finnugor népek a finnugor nyelveket beszélő népek összefoglaló elnevezése. A legnagyobb lélekszámú finnugor nyelvű népek a magyarok, a finnek, az észtek és a mordvinok. 
A finnugor nyelvrokonság vizsgálatával, a finnugor nyelvek és az ezeket beszélő népek kultúrájának összehasonlító tanulmányozásával a finnugrisztika foglalkozik. Művelői, a finnugristák elsősorban magyar, finn és észt nyelvészek, de számos más országban is vannak finnugrista kutatók.
A magyar nyelv uráli (azon belül: finnugor) eredete a XIX. század óta bizonyított tény, melyet a kor egyik legkiválóbb nyelvésze, Budenz József bizonyított be végérvényesen, aki a kor legjobb mestereinél tanulta a nyelvészetet. A finnugor eredetet bizonyítják a többi finnugor nyelvvel való nyelvtani párhuzamok, a finnugor eredetű alapszókincs, valamint a magyar és a többi finnugor nyelv közötti számos rendszeres hangmegfelelés is. A finnugor eredetet a magyar és a nemzetközi nyelvtudomány (így a Magyar Tudományos Akadémia is) egyaránt elfogadja. A finnugor eredetet egyesek mégis tagadják, jellemzően magyarellenes szándékkal. Az ilyen magyarellenes csoportok rendszerint azt állítják, hogy a magyar nyelv altaji eredetű. Ennek oka, hogy magyarellenes körökben a magyarokat a fehér Európától idegen, a kereszténységtől és az európai civilizációtól távol álló, barbár és civilizálatlan keleti népnek kívánják beállítani. A mongol–magyar nyelvi és genetikai rokonságról szóló áltudományos elméletet előszeretettel propagálják román, szlovák és szerb magyarellenes csoportok. Azonban a magyar nyelv finnugor eredetét nem tudják cáfolni, és saját, áltudományos és dilettáns elméleteiket nem tudják bizonyítani.

## Hasonló szavak
Az alábbiakban válogatás a finnugor család alapvető szókincsének rokon szavaiból, amelyek képet adhatnak az ezzel járó hangváltozásokról. 
| Proto-Finnugor | Finn-permi nyelvek | Finn-permi nyelvek | Finn-permi nyelvek | Finn-permi nyelvek | Finn-permi nyelvek | Finn-permi nyelvek | Finn-permi nyelvek | Finn-permi nyelvek | Finn-permi nyelvek | Finn-permi nyelvek | Finn-permi nyelvek | Finn-permi nyelvek | Ugor nyelvek | Ugor nyelvek | Ugor nyelvek |
| Proto-Finnugor | Finn               | Észt               | Lív                | Võro               | Moksa              | Izsór              | Vepsze             | Erza               | Mari               | Komi               | Udmurt             | Mordvin            | Manysi       | Hanti        | Magyar       |
| -------------- | ------------------ | ------------------ | ------------------ | ------------------ | ------------------ | ------------------ | ------------------ | ------------------ | ------------------ | ------------------ | ------------------ | ------------------ | ------------ | ------------ | ------------ |
| *tule          | tuli               | tuli               | tûz                | töz                | tûz                | toz                | tūz                | tûz                | tul                | tɨl-               | tɨl                | toz                | tūz          | tez          | tűz          |
| *wete          | vesi               | vesi               | wez                | vesi               | vît                | vesi               | vez                | ved´               | wüt                | wíz                | wiz                | vit                | wit          | vít          | víz          |
| *jäŋe          | jää                | jää                | jê                 | ijä                | jee                | ji                 | je                 | ej                 | i                  | ji                 | jenk               | jenk               | jeŋk         | jeŋk         | jég          |
| *kala          | kala               | kala               | hâla               | kala               | hala               | kūll’              | hal                | hol                | khala              | khala              | hala               | hala               | hul          | halâ         | hal          |
| *pesä          | pesä               | pesa               | pesa               | pesä               | biesie             | beassi             | piess’             | pize               | pəžaš              | poz                | puz                | pitʲi              | –            | pĕl          | fészek       |
| *käte          | käsi               | käsi               | kâz                | käsi               | kesi               | kae                | kīdt               | ked´               | kit                | ki                 | ki                 | kaat               | kūz          | köt          | kéz          |
| *śilmä         | silmä              | silm               | sílma              | silm               | tjelmie            | čalbmi             | čall’m             | śeĺme              | šinča              | śin                | śin                | sam                | sem          | sem          | szem         |
| *süle          | syli               | süli               | el                 | –                  | sïlle              | salla              | sē̮ll               | seĺ                | šülö               | sɨl                | sul                | tal                | lal          | löl          | öl(el)       |
| *sëne          | suoni              | soon               | sune               | suuń               | soene              | suotna             | sūnn               | san                | šün                | sən                | sən                | taan               | ɬɔn          | lan          | ín           |
| *luwe          | luu                | luu                | lob                | lõb                | lēb                | lub                | lõb                | lob                | lub                | lɨb                | lɨb                | lub                | lub          | lob          | láb          |
| *were          | veri               | veri               | vur                | veri               | vïrre              | varra              | vē̮rr               | veŕ                | wür                | vur                | vir                | wiɣr               | wŭr          | wər          | vér          |
| *mëksa         | maksa              | maks               | -                  | -                  | -                  | -                  | mej                | mûj                | mûj                | mûy                | mây                | māy                | mây          | mâj          | máj          |
| *kuńśe         | kusi               | kusi               | kosi               | kusi               | gadtjed            | gožžat             | kōnnče             | –                  | kəž                | kudź               | kɨź                | xuńś-              | xŏs-         | kŏs-         | húgy         |
| *mene-         | mennä              | minema             | menna              | minemä             | mïnnedh            | mannat             | mē̮nne              | minne              | minê               | minne              | mine               | men-               | măn-         | mĕn-         | menni        |
| *elä-          | elää               | elama              | elä                | elämä              | jieledh            | eallit             | jēll’e             | –                  | ila-               | ol-                | ul-                | –                  | –            | –            | él-          |
| *kale-         | kuolla             | koolma             | kul                | kuulma             | –                  | –                  | –                  | kulo-              | kola-              | kul-               | hul-               | xo-                | xăɬ-         | kăl-         | hal-         |
| *mośke-        | –                  | –                  | moskme             | mõskma             | moska              | –                  | –                  | muśke-             | muška-             | mɨśkɨ-             | mɨśk-              | -                  | -            | -            | mos-         |

## Felosztás
- Ugor ág
  - magyar
  - obi-ugor nyelvek
    - manysi (vogul)
    - hanti (osztják)
- Finn-permi ág
  - Permi csoport
    - udmurt (votják)
    - komi (komi-zürjén vagy zürjén)
    - permják (komi-permják)

  - Finn-volgai csoport
    - Mari (cseremisz)
    - Mordvin (erza, moksa és muroma (kihalt) dialektus)
    - Számi nyelvek (vagy lapp nyelvek)
    - Balti finn nyelvek (vagy finnségi vagy egyszerűen finn nyelvek)
      - északi csoport
        - finn (két nagy dialektusa, a meänkieli és a kven, egyesek szerint különálló nyelvek)
        - izsór
        - karjalai (karéliai, karél)
          - lűd (lűd-karél)
          - olonyec (olonyec-karél, livvi-karél, livvi)

        - merja (kihalt) (meri)
        - vepsze

      - déli csoport
        - észt
          - északi
          - déli
            - võro

        - lív
        - vót

## Földrajzi elterjedés
A finnugor nyelvek területi csoportosítása:
- Közép-Európa:
  - magyar
- Észak-Európa:
  - Észak-skandináviai csoport: számi (lapp) nyelvek (összesen 10 nyelv vagy dialektus)
  - Balti finn csoport: finn, észt, vót, lív†, izsór, karjalai, vepsze, merja (kihalt)
- Kelet-Európa:
  - Volgai csoport: mari, mordvin (erza és moksa), muroma (kihalt)
  - Permi csoport: udmurt, komi, komi-permják
- Ázsia (Nyugat-Szibéria):
  - Obi-ugor csoport: manysi, hanti

A nagyobb finnugor nyelvek a beszélőik száma és főbb lakóhelyei szerint
- Magyar nyelv kb. 14,5 millió fő
  - Magyarország
  - Románia, Szlovákia, Vajdaság, Ukrajna, Horvátország, Szlovénia, Ausztria
  - USA, Kanada, Ausztrália, Izrael
- Finn nyelv – kb. 6,5 millió fő
  - Finnország
  - Svédország, Oroszország, USA, Kanada
- Észt nyelv – 1,1 millió fő
  - Észtország
  - Finnország, Svédország, USA, Kanada
- Mordvin nyelv (erza és moksa dialektus) – a legújabb adatok szerint 987 341 fő (2002)
  - Oroszország, Mordvinföld
  - Oroszország
  - Csuvasföld
  - Baskíria
  - Kazahsztán
  - szovjet utódállamokban Ukrajnától a Szahalin szigetig
- Udmurt nyelv – 640 000 fő (2002)
  - Oroszország, Udmurt Köztársaság
- Mari nyelv – 604 000 fő (2002)
  - Oroszország, Mariföld, Baskíria
  - Kazahsztán (volt kitelepítettek)
- Komi nyelv – 293 000 fő (2002)
  - Oroszország, Komi Köztársaság
- Komi-permják nyelv – 125 000 fő (2002)
  - Oroszország, Permi határterület

## Wikipédiák a finnugor nyelveken
(Zárójelben a 2013. november 20-ai szócikkszám); [Szögletes zárójelben a 2022. október 15-ei szócikkszám]
- Finn wikipédia (336 011 szócikk); [540 050]
- Észt wikipédia (117 499 szócikk); [230 663]
- Számi wikipédia (északi lapp nyelv) (7621 szócikk); [7803]
- Võro wikipédia (észt nyelvjárás) (5126 szócikk); [6358]
- Hegyi mari wikipédia (5116 szócikk); [10 426]
- Komi wikipédia (4021 szócikk); [5492]
- Vepsze wikipédia (3640 szócikk); [6697]
- Komi-permják wikipédia (3429 szócikk); [3445]
- Udmurt wikipédia (3384 szócikk); [5344]
- Mezei mari wikipédia (3036 szócikk); [10 488]
- Erza (mordvin) wikipédia (1585 szócikk); [7719]
- Moksa (mordvin) wikipédia (1176 szócikk); [2126]